# Antifa (Stati Uniti)

Simbolo comunemente usato da antifa: la bandiera nera rappresenta l'anarchismo mentre la bandiera rossa il socialismo.

Negli Stati Uniti, il termine Antifa (contrazione di “antifascista”) indica un movimento e una rete decentralizzata di militanti di estrema sinistra, che si identificano nell'anarchismo, nel socialismo e nel comunismo. Gli aderenti del movimento antifa protestano contro ciò che percepiscono come fascista e razzista; nelle contromanifestazioni gli attivisti antifa ricorrono solitamente a pratiche black bloc, al fine di opporsi all'estrema destra.
L'attività politica dei manifestanti antifa è stata al centro di varie controversie, tra queste l'omicidio di un sostenitore di Donald J. Trump.  L'amministrazione Trump, propose di designare Antifa come gruppo terroristico, ma visto il possibile rischio di una violazione del I emendamento, questa proposta fu criticata da vari accademici e respinta.
Nel 2021 il Dipartimento della Difesa degli Stati Uniti d'America (DoD) ha inserito Antifa nella lista delle minacce domestiche, collocando Antifa nell'area dell'estremismo anarchico.